# Амброжув
Амброжув (пол. Ambrożów) — село в Польщі, у гміні Павлув Стараховицького повіту Свентокшиського воєводства.
Населення — 489 осіб (2011).
У 1975-1998 роках село належало до Келецького воєводства.

## Демографія
Демографічна структура на день 31 березня 2011 року:
|          | Загалом | Допрацездатний вік | Працездатний вік | Постпрацездатний вік |
| -------- | ------- | ------------------ | ---------------- | -------------------- |
| Чоловіки | 247     | 55                 | 165              | 27                   |
| Жінки    | 242     | 54                 | 145              | 43                   |
| Разом    | 489     | 109                | 310              | 70                   |